# رافائل اشودا
رافائل اشودا (انگلیسی: Raphael Schweda؛ زادهٔ ۱۷ آوریل ۱۹۷۶) دوچرخه‌سوار اهل آلمان است.